# مارکت هارتمانسدورف
مارکت هارتمانسدورف (به آلمانی: Markt Hartmannsdorf) یک منطقهٔ مسکونی در اتریش است که در وایتس واقع شده‌است. مارکت هارتمانسدورف ۲۹٫۲۵ کیلومتر مربع مساحت دارد ۳۳۱ متر بالاتر از سطح دریا واقع شده‌است.